# Corçà
|  | Aquest article tracta sobre un poble del Baix Empordà. Si cerqueu el poble de la Noguera, vegeu «Corçà (Àger)». |

Corçà és una vila i municipi de la comarca del Baix Empordà. És format pel nucli principal de Corçà i els de Casavells, Cassà de Pelràs i Matajudaica, a més dels veïnats d'Anyells i Planils.

## Geografia
- Llista de topònims de Corçà (Orografia: muntanyes, serres, collades, indrets..; hidrografia: rius, fonts...; edificis: cases, masies, esglésies, etc).

Corçà es troba a la plana empordanesa i el seu centre històric és proper a la riba del Rissec. El territori del municipi limita al nord amb els termes de Rupià i Parlavà; al sud amb el terme de Cruïlles, Monells i Sant Sadurní de l'Heura; a l'est amb els termes d'Ullastret i la Bisbal d'Empordà; i a l'oest amb els termes de la Pera i Madremanya.
Està dividit en dues zones, una ocupada per petits pujols dels contraforts nord-orientals de les Gavarres amb el Puntuí, Terra Negra, el Puig Blanc i el Puig Rodó i l'altra, la plana, travessada pel Rissec.
A dos quilòmetres de Corçà, al costat esquerre de la carretera que va fins al poble de Monells, hi ha la Capella de Santa Cristina edificada durant el segle xiii. L'interior d'aquesta església romànica estava decorat amb un retaule, dedicat a la santa, que va restar-hi fins que a l'any 1904 el bisbe de Girona, Tomàs Sivilla i Gener, va ordenar el seu trasllat a la parròquia de Corçà. Actualment el retaule es conserva al Museu d'Art de Girona.
El municipi de Corçà presenta una activitat diversa amb un sector agrícola a Casavells i Matajudaica, un sector industrial a desenvolupar a Corçà i activitats dels sector terciari multidisciplinars en els tots els pobles del municipi.

## Història
El poble de Corçà és esmentat per primera vegada l'any 878 en un precepte de Lluís el Tartamut, el rei franc que dominava aquestes terres. El document fa referència a una de les possessions del bisbe de Girona amb el nom de Quartianum, heretat possiblement de la vila romana que havia existit als peus de Puig-Rodó. A la documentació de l'any 881 que confirma les possessions del bisbe, el poble hi és esmentat com Quertiano; més tard, al segle xi, passa a dir-se Quarciano i finalment, al segle xvii, l'anomenen Corciano als documents en llatí i Corsá en català.
L'any 1442, la reina Maria pren Corçà sota la seva jurisdicció en nom d'Alfons el Magnànim, rei d'Aragó i comte de Barcelona, entenent que el poble s'ha deslligat de la seu episcopal després de pagar la remença.
Des del gener de 1812 fins al final de la guerra del Francès, el maig de 1814, el Principat de Catalunya va quedar incorporat a l'imperi francès i es va dividir el territori en quatre departaments. El poble de Corçà va ser integrat al Departament del Ter, amb capital a Girona.
El 1846, de resultes de la reducció de termes municipals, Corçà va incorporar el llavors municipi de Caçà de Pelràs, que al seu torn havia incorporat Planils uns anys abans.
La modernització del poble al segle xx va tenir com a fites destacades la instal·lació del telèfon, amb vuit abonats el primer any (1961); la creació de la Mancomunitat d'Aigües Intermunicipal (1965); la recollida domiciliària d' escombraries (1967); l'arribada de l'aigua potable i la construcció del clavegueram (1970) junt amb la incorporació del municipi de Casavells i Matajudaica l'any 1969 i la construcció del barri de Santa Cristina durant la dècada dels setanta.

## Demografia
| Entitat de població | Habitants (2023) |
| Corçà               | 988              |
| Casavells           | 211              |
| Caçà de Pelràs      | 69               |
| Matajudaica         | 44               |
| Font: Idescat       |                  |

| 1497 | 1515 | 1553 | 1787  | 1887  | 1900 | 1920 | 1950 | 1970 | 2010  | 2024  |
| 125  | 88   | 94   | 1.056 | 1.081 | 964  | 987  | 898  | 957  | 1.296 | 1.282 |

El 1857 incorpora Matajudaica i Cassà de Pelràs; i el 1975, Casavells.

## Llocs d'interès
- Fundació Niebla.[5]
- Ermita de Sant Sebastià
- Capella de Santa Cristina
- Escola El Rodonell (130 alumnes)
- Centre Cívic Corçà